# Houdini (miniserie televisiva)
Houdini è una miniserie televisiva in due parti sulla vita di Harry Houdini trasmessa nel 2014 da History, diretta da Uli Edel, scritta da Nicholas Meyer e basata sul libro di suo padre Bernard C. Meyer Houdini: A Mind in Chains: a Psychoanalytic Portrait.

## Trama

### Prima parte
Il piccolo Erich Weiss, figlio di un rabbino ungherese, vive con la sua famiglia ad Appleton, nel Wisconsin. Dopo aver assistito ad uno spettacolo di magia ne rimane fortemente colpito al punto di decidere di diventare un illusionista. Cambia il suo nome in Harry Houdini dopo aver letto un libro di Jean Eugène Robert-Houdin. Inizialmente si esibisce col fratello, in seguito conosce e sposa Bess con la quale inizierà a girare il paese con una compagnia di circo itinerante. I suoi incredibili numeri di escapologia e illusionismo lo rendono famoso in tutto il mondo. Nel frattempo l'MI5 lo incarica di spiare il Kaiser Guglielmo mentre si trova in viaggio in Europa.

### Seconda parte
Per contrastare il calo di popolarità, dovuto alla diffusione del cinema, Houdini decide di esibirsi in spettacoli in pubblico sempre più sensazionali e pericolosi. Dopo la morte della madre, alla quale era molto legato, prova a mettersi in contatto con lei tramite dei medium che però poi si rivelano essere degli impostori. Houdini intraprende quindi una crociata contro di loro smascherandoli e attirando su di sé l'odio della categoria. Un giorno, a Detroit, viene aggredito da un uomo subendo un colpo fatale che gli causerà la lacerazione dell'appendice portandolo alla morte per peritonite.

## Premi e candidature
- 2015 - Premio Emmy
  - Miglior montaggio sonoro per una miniserie, film o speciale
  - Candidatura miglior attore protagonista in una miniserie o film ad Adrien Brody
  - Candidatura miglior regia per un film, miniserie o speciale drammatico a Uli Edel
  - Candidatura miglior fotografia per una miniserie o film a Karl Walter Lindenlaub
  - Candidatura miglior montaggio video per una miniserie o film single-camera a Sabrina Plisco e David Beatty
  - Candidatura miglior missaggio per una miniserie o film
  - Candidatura miglior trucco per una miniserie o film (non prostetico) a Gregor Eckstein
- 2015 - Screen Actors Guild Award
  - Candidatura Miglior attore in un film televisivo o mini-serie ad Adrien Brody
- 2015 - Writers Guild of America Award
  - Candidatura Miglior sceneggiatura non originale - Forma estesa a Nicholas Meyer